# Buxus lisowskii
Buxus lisowskii är en buxbomsväxtart som beskrevs av P. Bamps och F. Malaisse. Buxus lisowskii ingår i släktet buxbomar, och familjen buxbomsväxter. Inga underarter finns listade i Catalogue of Life.